# Miramichi (circonscription fédérale)
Pour les articles homonymes, voir Miramichi (homonymie).
Circonscription électorale fédérale du Canada
Miramichi était une circonscription électorale fédérale canadienne dans la province du Nouveau-Brunswick.
Se situant au nord-est de la province dans la région acadienne, elle se constituait généralement du comté de Northumberland ainsi que certains zones limitrophes.
En 2004, à la suite d'un procès de loi, des parties du comté de Gloucester s'étant trouvés antérieurement dans cette circonscription ont été transférées à la circonscription d'Acadie—Bathurst.
Sa population était de 56 464 dont 45 284 électeurs sur une superficie de 14 735 km². Les circonscriptions limitrophes étaient Fredericton, Beauséjour, Acadie—Bathurst, Gaspésie—Îles-de-la-Madeleine, Madawaska—Restigouche et Tobique—Mactaquac.

## Résultats électoraux
|       | Candidat                 | Parti        | # de voix | % des voix |
|       | (x) Tilly O'Neill-Gordon | Conservateur | +16 112,  | 52,41 %    |
|       | Keith Vickers            | Libéral      | +06 800,  | 22,12 %    |
|       | Patrick Colford          | NPD          | +07 097,  | 23,08 %    |
|       | Ronald Mazerolle         | Vert         | +00735,   | 2,39 %     |
| Total | Total                    | Total        | 30 744    | 100 %      |

|       | Candidat             | Parti        | # de voix | % des voix |
|       | Tilly O'Neill-Gordon | Conservateur | +12 058,  | 42,08 %    |
|       | (x) Charles Hubbard  | Libéral      | +10 590,  | 36,95 %    |
|       | Donald A. Doucet     | NPD          | +04 904,  | 17,11 %    |
|       | Todd Smith           | Vert         | +01 105,  | 3,86 %     |
| Total | Total                | Total        | 28 657    | 100 %      |